# 7e division d'infanterie (Corée du Sud)
Pour les articles homonymes, voir 7e division d'infanterie.
La 7e division d'infanterie de Corée du Sud est une division de l'Armée de terre de la République de Corée créée le 10 juin 1949. Elle participa à la Guerre de Corée.